# Heidi Zacher
Heidi Zacher, née le 17 mars 1988 à Bad Tolz, est une skieuse acrobatique allemande spécialisée dans les épreuves de skicross. Elle a participé à deux éditions des Jeux olympiques d'hiver en 2010 et 2014.

## Palmarès

### Jeux olympiques
| Édition/Discipline | Skicross |
| JO 2010            | 20e      |
| JO 2014            | 18e      |

### Championnats du monde
| Édition/Discipline | Skicross |
| Mondiaux 2009      | 16e      |
| Mondiaux 2011      | 7e       |
| Mondiaux 2013      | 12e      |

### Coupe du monde
- Meilleur classement général : 6e en 2011.
- Meilleur classement en skicross : 2e en 2011.
- 5 podiums dont 1 victoire en skicross (St. Johann in Tirol 2011).